# Robert W. Gore
Robert W. Gore (ur. 15 kwietnia 1937 w Salt Lake City, zm. 17 września 2020 w Earleville) – amerykański inżynier chemii, przedsiębiorca i wynalazca, twórca goreteksu.

## Życiorys
Urodził się 15 kwietnia 1937 r. w Salt Lake City w stanie Utah jako syn Wilberta L.Gore′a i Genevieve W. Gore oraz najstarsze z piątki dzieci. W 1950 r. rodzina przeniosła się do Newark w stanie Delaware, gdzie jego ojciec dostał pracę w firmie DuPont. Studiował inżynierię chemiczną na University of Delaware, gdzie uzyskał licencjat, i na University of Minnesota, gdzie uzyskał magisterium, ostatecznie zdobywając w 1963 r. tytuł doktora na tej samej uczelni, a po studiach zaczął pracować w firmie WL Gore & Associates, którą w 1958 r. założyli jego rodzice w piwnicy ich domu. W 1961 r. Gore zasiadł w radzie nadzorczej rodzinnej firmy, a sześć lat później został głównym specjalistą od technologii i badań. 
Jako student drugiego roku Gore opracował w 1957 r. z teflonu tworzywo służące do izolacji przewodów, które było wykorzystywane m.in. do programu Apollo. Posiadacz dziewięciu patentów, członek National Academy of Engineering i National Inventors Hall of Fame. Pod koniec lat 60. XX wieku ojciec Roberta poprosił go o badania nowego sposobu produkcji taśmy hydraulicznej. W czasie badań Gore odkrył w 1969 r., że rozciągając PTFE można stworzyć porowatą strukturę, w efekcie czego stworzył membranę tworzącą  lekki, nieprzemakalny i oddychający materiał. W 1976 r. wprowadził na rynek tkaninę pod nazwą Gore-Tex (pol. goreteks), którą już w tym samym roku jako pierwsza zastosowała firma Early Winters, tworząc namioty, a rok później ubrania.
Uzyskany majątek wykorzystywał na działalność dobroczynną, m.in. sponsorował uczelnie, na których studiował.
W 1977 r. zastąpił ojca na stanowisku szefa firmy. W 1996 r. wartość firmy przekroczyła miliard dolarów. Gore kierował nią do 2000 r., a szesnaście lat później przeszedł na emeryturę.
Żonaty z Jane, miał czworo dzieci.
Zmarł 17 września 2020 r.